# São Bernardino
São Bernardino es un municipio brasileño del estado de Santa Catarina. Tiene una población estimada al 2022 de 2 684 habitantes. Pertenece a la Región metropolitana del Extremo Oeste.

## Historia
La localidad surgió en 1957 con la llegada de colonos de Río Grande del Sur, quienes se dedicaron a la agricultura y la madera. Se emancipó como municipio el 19 de julio de 1995.